# Ducado da Estíria
O Ducado da Estíria (alemão: Herzogtum Steiermark, esloveno: Vojvodina Štajerska, latim: Ducatus Styriae) foi um ducado do Sacro Império Romano-Germânico até sua dissolução em 1806, e uma das divisões do Império Austro-Húngaro até sua dissolução em 1918.
A Estíria, cuja população antes da Primeira Guerra Mundial era composta de 68% de habitantes de língua alemã e 32% de Eslovenos, fazia fronteira com: Baixa Áustria, Reino da Hungria, Reino da Croácia-Eslavônia, Carniola, Ducado da Caríntia, Salzburgo e Alta Áustria. 
Após a Primeira Guerra Mundial em 1918 a parte ao sul do rio Mur, onde viviam os Eslovenos (Um terço da população), foi incorporada à Eslovênia no Reino da Iugoslávia (inicialmente Reino dos Sérvios, Croatas e Eslovenos), e hoje é uma província informal da Eslovênia (Baixa Estíria). O restante da antiga Estíria, composta pelos habitantes de língua alemã, transformou-se no Estado Austríaco da Estíria.
A capital tradicional do ducado foi sempre a cidade Graz, residência do governador e sede da administração da província. 

## Marqueses e duques da Estíria
Os governantes da Estíria usavam o título de marquês ou de duque.
- Otocar I da Estíria (morreu em 1064)
- Adalberto da Estíria (1064-1086 ou 1087)
- Otocar II da Estíria (até 1122)
- Leopoldo da Estíria (Leopoldo, o Forte (1122-1129)
- Otocar III da Estíria (1129-1164)
- Otocar IV da Estíria (1164-1192) (Duque a partir de 1180)

Após Otocar IV, O Ducado da Estíria caiu sob o domínio da dinastia de Babemberga (1192 a 1246, posteriormente, dos marqueses de Bade (1246 a 1278) e, por fim, da dinastia habsburga (1278 a 1806).